# Szentkatalin
Szentkatalin – wieś i gmina w południowej części Węgier.
Administracyjnie Szentkatalin należy do powiatu Szentlőrinc, wchodzącego w skład komitatu Baranya i jest jedną z 20 gmin tego powiatu.